# Milo (Maine)
Pour les articles homonymes, voir Milo.
Milo est une ville américaine située dans le comté de Piscataquis, dans le Maine. Selon le recensement de 2020, sa population est de 2 251 habitants.